# Thurs
| Nombre            | Protonórdico    | Anglosajón   | Nórdico antiguo | Nórdico antiguo |      |
| Nombre            | *Þurisaz        | Þorn         | Þurs            | Þurs            |      |
| Nombre            | "gigante"       | "espina"     | "gigante"       | "gigante"       |      |
| Forma             | Futhark antiguo | Futhorc      | Futhark joven   | Futhark joven   |      |
| Forma             |                 |              |                 |                 |      |
| Unicode           | ᚦ U+16A6        | ᚦ U+16A6     | ᚦ U+16A6        | ᚦ U+16A6        |      |
| Transliteración   | þ               | þ            | þ               | þ               |      |
| Transcripción     | þ               | þ, ð         | þ, ð            | þ, ð            | þ, ð |
| Sonido AFI        | [θ]             | [θ], [ð]     | [θ], [ð]        | [θ], [ð]        |      |
| Puesto alfabético | 3               | 3            | 3               | 3               |      |
| Ætt               | Ætt de Freyr    | Ætt de Freyr | Ætt de Freyr    | Ætt de Freyr    |      |

Thurs o Þurs es el nombre en nórdico antiguo de la runa que expresa el sonido [θ] (equivalente a la z española) que sobreviviría como la letra Þ en el alfabeto islandés. Debe su nombre a un gigante de la mitología nórdica, Jötunn. 

## Runa
Los nombres de la runa aparecen en los tres poemas rúnicos, el noruego, el islandés y el anglosajones:
| Poema rúnico: | Traducción: |
| Noruego antiguo Þurs vældr kvinna kvillu, kátr værðr fár af illu.                                                     | Thurs ("el gigante") causa angustia a las mujeres, la desgracia hace que pocos hombres estén alegres.                                                       |
| Islandés antiguo Þurs er kvenna kvöl ok kletta búi ok varðrúnar verr. Saturno þengill.                                | Thurs ("el gigante") es la tortura de las mujeres y morador del acantilado y marido de una giganta sirviente de Saturno.                                    |
| Anglosajón Ðorn byþ ðearle scearp; ðegna gehwylcum anfeng ys yfyl, ungemetum reþe manna gehwelcum, ðe him mid resteð. | La espina está tremendamente afilada, algo malvado para que cualquier caballero la toque, infrecuentemente grave para todo aquel que se siente entre ellas. |

En la mitología finlandesa Tursas es un malvado monstruo marino, y en la mitología nórdica Finlandia era conocida como la tierra de los gigantes, Jotland. Por extensión se asocia también con los matagigantes Thor/Donar y su martillo Mjollnir. Con menos difusión en este aspecto de atraer la desgracia, también se ha relacionado con el señor de los engaños Loki. Cabe puntualizar que el nombre del dios (Þōrr) no tiene ninguna conexión etimológica con la palabra gigante (þurs), sino que está relacionada con la palabra trueno, Þunor. Sin embargo sí se considera a Loki un gigante, que se trasladó al Asgaard desde la tierra de los gigantes, Jötunheim.
En la Inglaterra anglosajona esta misma runa se llamaba thorn o Þorn (espina). Aunque la palabra thorn (espina) no tiene conexión etimológica con thurs (gigante) parece ser que la sustituyó como metáfora por el aspecto del signo.
Se discute si el sistema de las runas del alfabeto gótico era distinto o no, pero está claro que la mayoría de los nombres de estas letras corresponde con las del futhark antiguo. En las transliteraciones modernas de los textos góticos se sustituye el relativamente moderno carácter de thorn por la letra gótica , llamada þiuþ "(el) dios" en el Codex Vindobonensis 795., ya que ni el pictograma thorn ni el nombre se usaron en gótico.
Esta falta de acuerdo entre las diversas variantes de signos y sus nombres en gótico y nórdico antiguo dificulta la reconstrucción lingüística del nombre de esta runa en protonórdico. Suponiendo que la palabra escandinava «þurs» es la derivación más probable del nombre de la runa en futhark antiguo, y teniendo en cuenta las palabras en inglés antiguo «þyrs» (gigante, ogro) y en antiguo alto alemán «duris-es» ([del] gigante), se ha deducido que el nombre protonórdico original de la runa sería *þurisaz.

## Letra latina
Esta runa pasó a formar parte del alfabeto latino del inglés medio y las lenguas nórdicas para representar el sonido [θ], con el nombre de thorn (Þ). Posteriormente sería sustituida por el par «th» en la ortografía del inglés y las lenguas nórdicas continentales, pero permanece en el islandés actual.